# Краснодар-3
«Краснода́р-3» — российский футбольный клуб из Краснодара, второй фарм-клуб «Краснодара», помимо «Краснодара-2», существовавший с 2014 до 2021 года. Представлял собой команду для молодых футболистов, которые окончили Академию ФК «Краснодар». С 2014 по 2018 год участвовал в любительских соревнованиях.

## История
В 2018 году 26 июня «Краснодар-2» получил место в ФНЛ, а 24 июля «Краснодар-3» был включён в состав команд-участниц группы «Юг» Первенства ПФЛ сезона 2018/19. В мае 2021 года стало известно, что «Краснодар-3» не выступит в сезоне 2021/22 ПФЛ.

## Достижения

### Региональные
Чемпионат Краснодарского края
- 8 место: 2017

Кубок Краснодарского края
- 1/16 финала (2): 2016, 2017

### Предсезонные
Предсезонный турнир «Подснежник» среди любительских клубов Краснодарского края
- Финалист: 2017

## Статистика выступлений
| Год     | Турнир                                             | Место | И  | В  | Н | П  | Голы  | О  | Лучший бомбардир                                                   |
| ------- | -------------------------------------------------- | ----- | -- | -- | - | -- | ----- | -- | ------------------------------------------------------------------ |
| 2014    | Чемпионат Краснодарского края                      | 10    | 24 | 7  | 3 | 14 | 34—42 | 24 | Дмитрий Воробьёв — 7                                               |
| 2015    | Чемпионат Краснодарского края                      | 11    | 24 | 4  | 7 | 13 | 32—45 | 19 | Руслан Рзаев — 4                                                   |
| 2016    | Чемпионат Краснодарского края                      | 8     | 18 | 3  | 4 | 11 | 23—42 | 13 | Александр Бутенко, Алим Макоев, Валерий Манько, Илья Белоус — по 3 |
| 2017    | Чемпионат Краснодарского края                      | 11    | 26 | 7  | 3 | 16 | 34—56 | 24 | Валерий Манько — 8                                                 |
| 2018/19 | Первенство ПФЛ, группа «Юг» (в 2020/21 — группа 1) | 12    | 28 | 7  | 7 | 14 | 37—51 | 28 | Александр Бутенко — 5                                              |
| 2019/20 | Первенство ПФЛ, группа «Юг» (в 2020/21 — группа 1) | 14    | 19 | 5  | 3 | 11 | 19—38 | 18 | Руслан Апеков — 5                                                  |
| 2020/21 | Первенство ПФЛ, группа «Юг» (в 2020/21 — группа 1) | 12    | 32 | 10 | 6 | 16 | 40—57 | 36 | Роман Симонов — 8                                                  |

### Рекорды
Самые крупные победы:
Чемпионат Краснодарского края:
6:0, «ПСК», Первореченское (23-й тур, сезон-2014)
Самые крупные поражения:
Чемпионат Краснодарского края:
1:8 «Кубань Холдинг», Павловская (4-й тур, сезон-2017)
Первенство ПФЛ:
0:7 «Черноморец», Новороссийск (6-й тур, сезон-2018/19)